# Pompignan (Tarn-et-Garonne)
Pompignan (okzitanisch: Pompinhan) ist eine französische Gemeinde mit 1.810 Einwohnern (Stand: 1. Januar 2022) im Département Tarn-et-Garonne in der Region Okzitanien. Sie gehört zum Arrondissement Montauban und ist Teil des Kantons Verdun-sur-Garonne (bis 2015: Kanton Grisolles). Die Einwohner werden Pompignanais genannt.

## Geographie
Pompignan liegt etwa 22 Kilometer südsüdwestlich von Montauban und etwa 26 Kilometer nordnordwestlich von Toulouse. Umgeben wird Pompignan von den Nachbargemeinden Grisolles im Norden und Westen, Fronton im Osten und Nordosten, Castelnau-d’Estrétefonds im Süden und Südosten sowie Saint-Rustice.
Durch die Gemeinde führen die Autoroute A62 und die frühere Route nationale 20 (heutige D820).

## Bevölkerungsentwicklung
| Jahr      | 1962 | 1968 | 1975 | 1982 | 1990 | 1999  | 2006  | 2017  |
| --------- | ---- | ---- | ---- | ---- | ---- | ----- | ----- | ----- |
| Einwohner | 439  | 509  | 558  | 731  | 864  | 1.012 | 1.277 | 1.465 |

## Sehenswürdigkeiten
- Kirche Saint-Grégoire, erbaut 1844
- Kapelle Saint-Clair
- Schloss Les Marquis aus der Mitte des 18. Jahrhunderts, seit 1951/1972 Monument historique

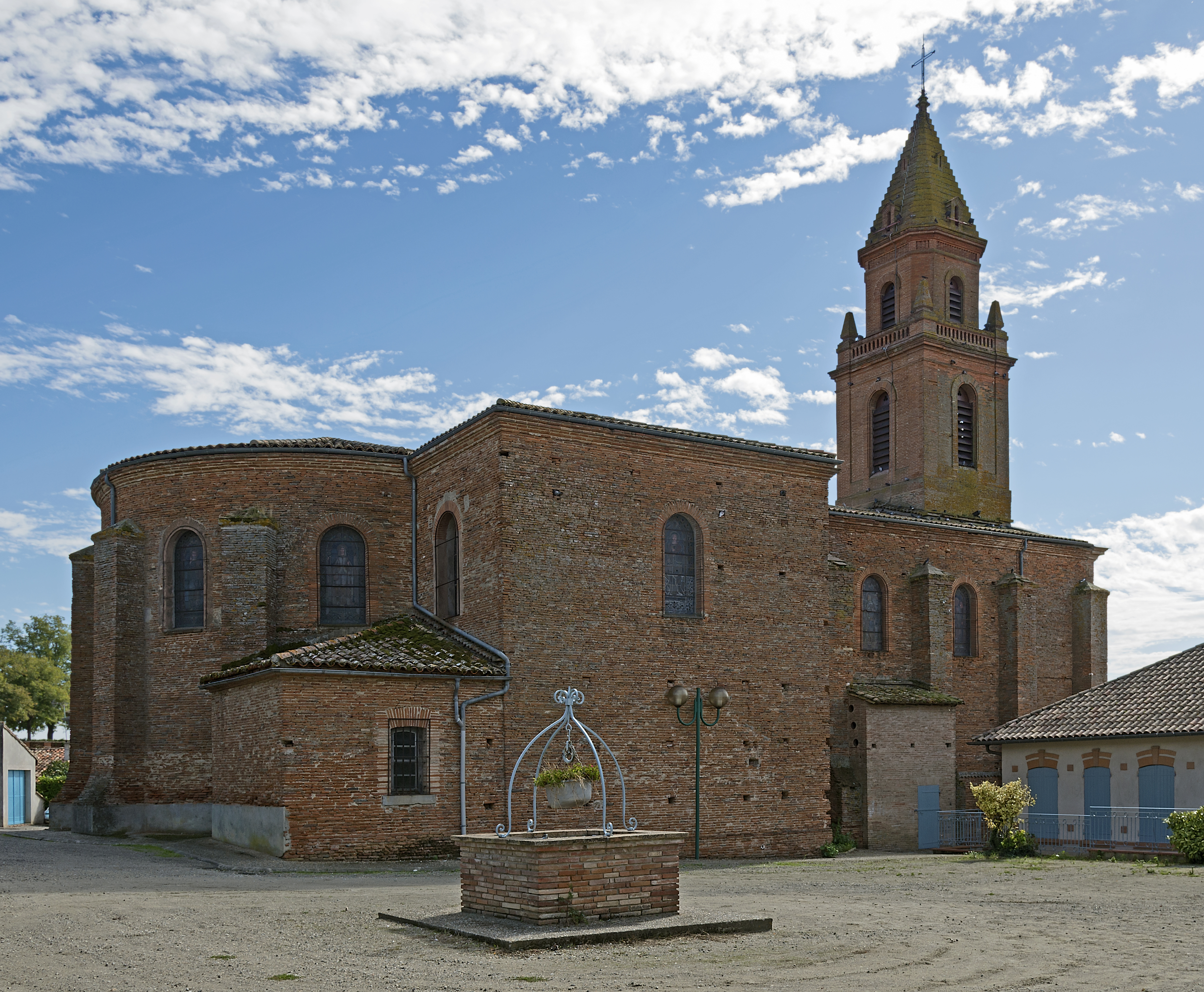
Kirche Saint-Grégoire
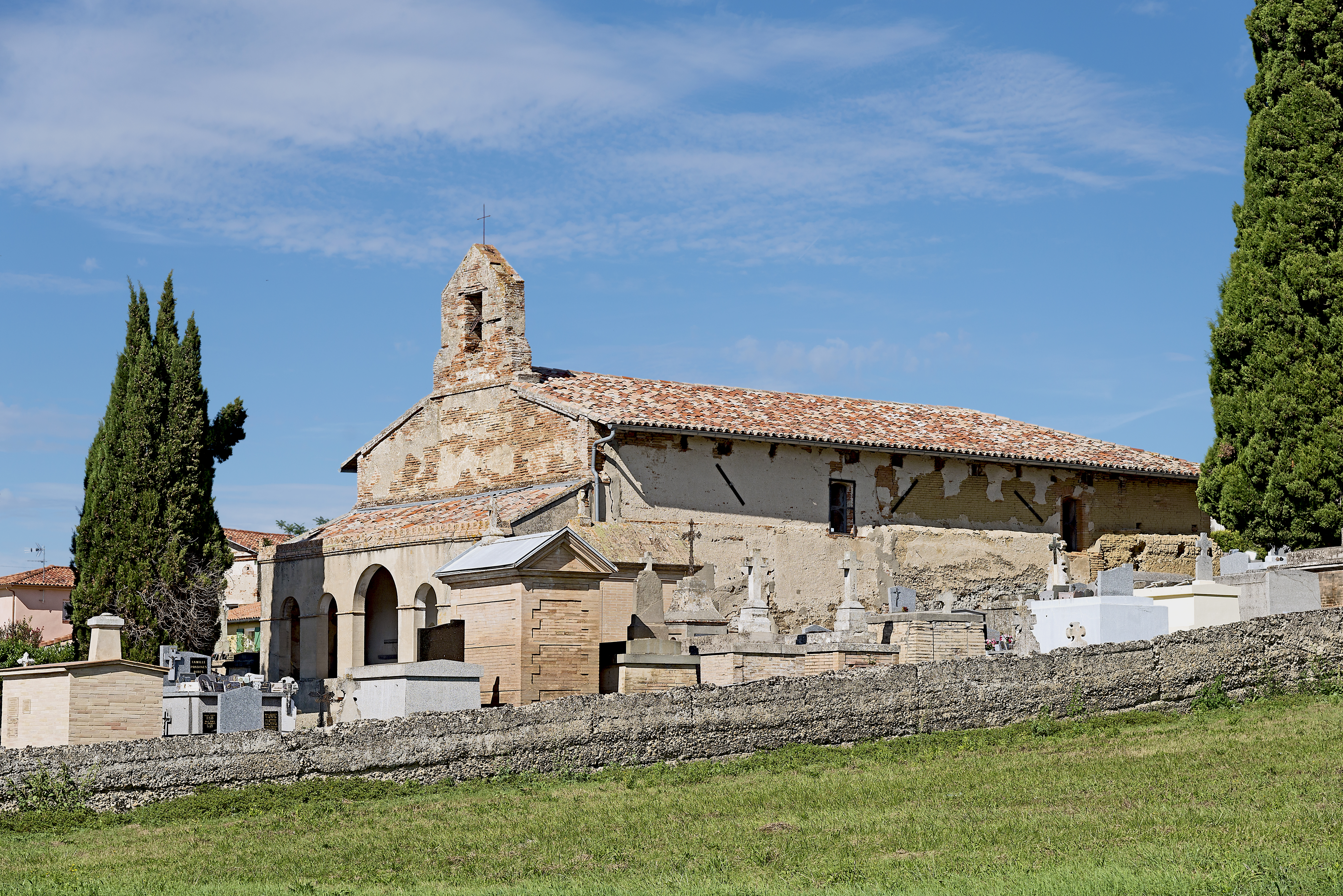
Kapelle Saint-Clair
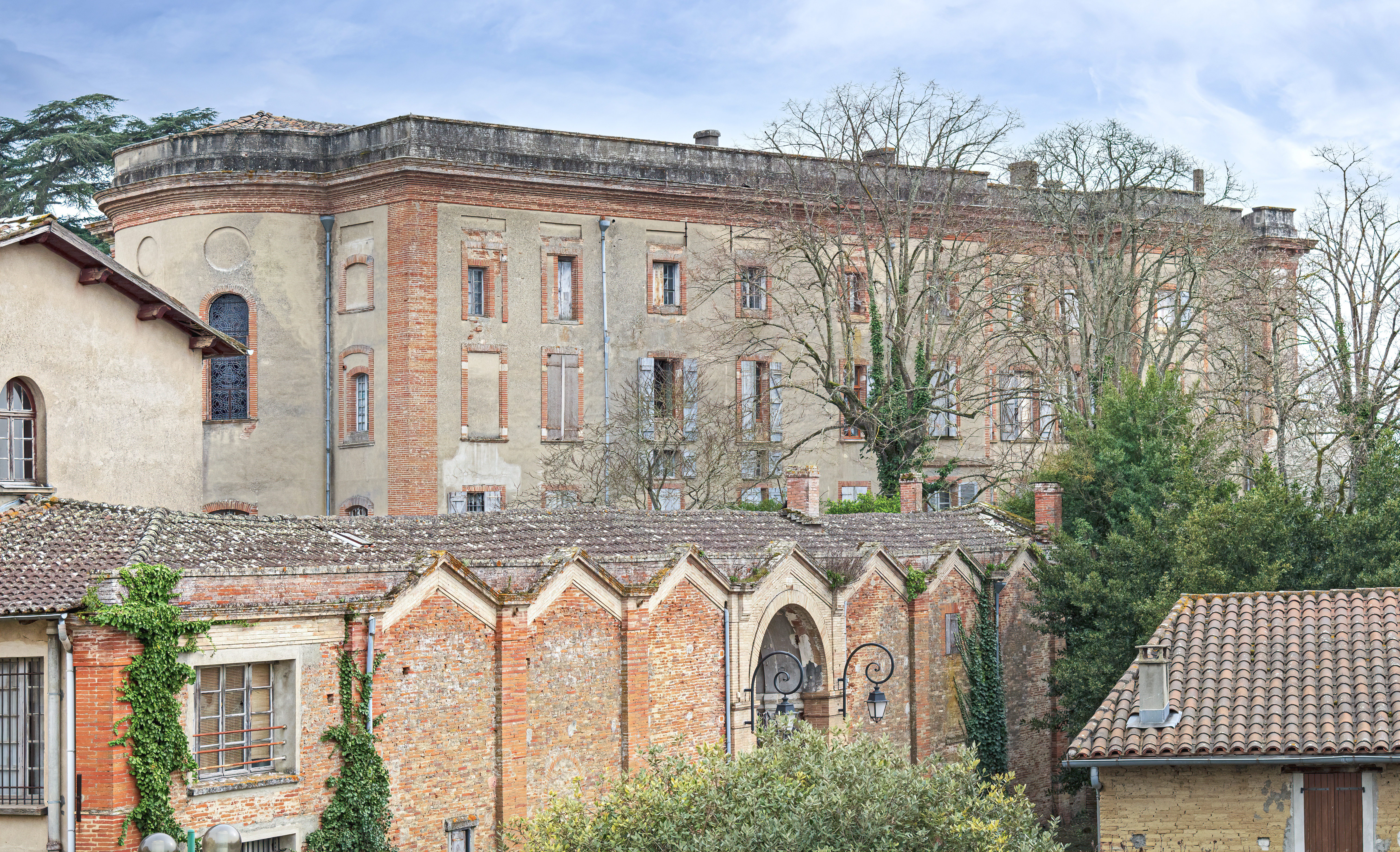
Schloss Les Marquis

## Persönlichkeiten
- Jean-Jacques Lefranc de Pompignan (1709–1784), Schriftsteller